# Мердок (Небраска)
Мердок (енгл. Murdock) град је у америчкој савезној држави Небраска.

## Демографија
По попису из 2010. године број становника је 236, што је 33 (-12,3%) становника мање него 2000. године.
| Група             | 2000.       | 2010.       |
| Белци             | 265 (98,5%) | 231 (97,9%) |
| Афроамериканци    | 0 (0,0%)    | 0 (0,0%)    |
| Азијати           | 1 (0,4%)    | 0 (0,0%)    |
| Хиспаноамериканци | 0 (0,0%)    | 3 (1,3%)    |
| Укупно            | 269         | 236         |